# Vườn quốc gia Vịnh Botany
Vườn quốc gia Vịnh Botany là một vườn quốc gia ở Sydney, bang New South Wales, Úc. Vườn quốc gia này nằm cách Khu buôn bán trung tâm Sydney khoảng 16 km về phía đông nam, trên 2 mũi đất bắc và nam của Vịnh Botany. Mũi đất bắc ở thị trấn ngoại ô La Perouse và mũi đất nam ở thị trấn ngoại ô Kurnell.
Có một số đài kỷ niệm, tưởng nhớ các nhân vật và sự kiện lịch sử Úc ở lối vào bán đảo Kurnell, một phần của Vườn quốc gia Vịnh Botany. Khu này có đường đi bộ dọc bờ biển nối với các đài kỷ niệm và gần trung tâm thông tin và một nhà bảo tàng.
Phần vườn ở bán đảo Kurnell Peninsula có nhiều mũi đất ở nửa phía đông, tiếp giáp với Nhà máy lọc dầu Caltex. Khu vực này có các vách đá sa thạch bao quanh, ở phía bắc có chỗ bị xói mòn chỉ cao vài ba mét trên mực nước biển, ở phía nam thì cao hơn; điểm cao nhất khoảng 100 m trên mực nước biển. Có 2 nơi quan sát biển được bố trí: Kurnell Lookout và Houston Lookout. Các đồi với bãi cây bụi lá cứng Botany Cone, cao 55 m, và Long Nose, cao 101 m.
Trong vườn có rất nhiều đường mòn đi bộ. Bãi đậu xe và nơi quan sát biển ở cuối đường mòn Yena được các du khách dùng để quan sát đàn cá voi trong mùa di trú.